# 단무지

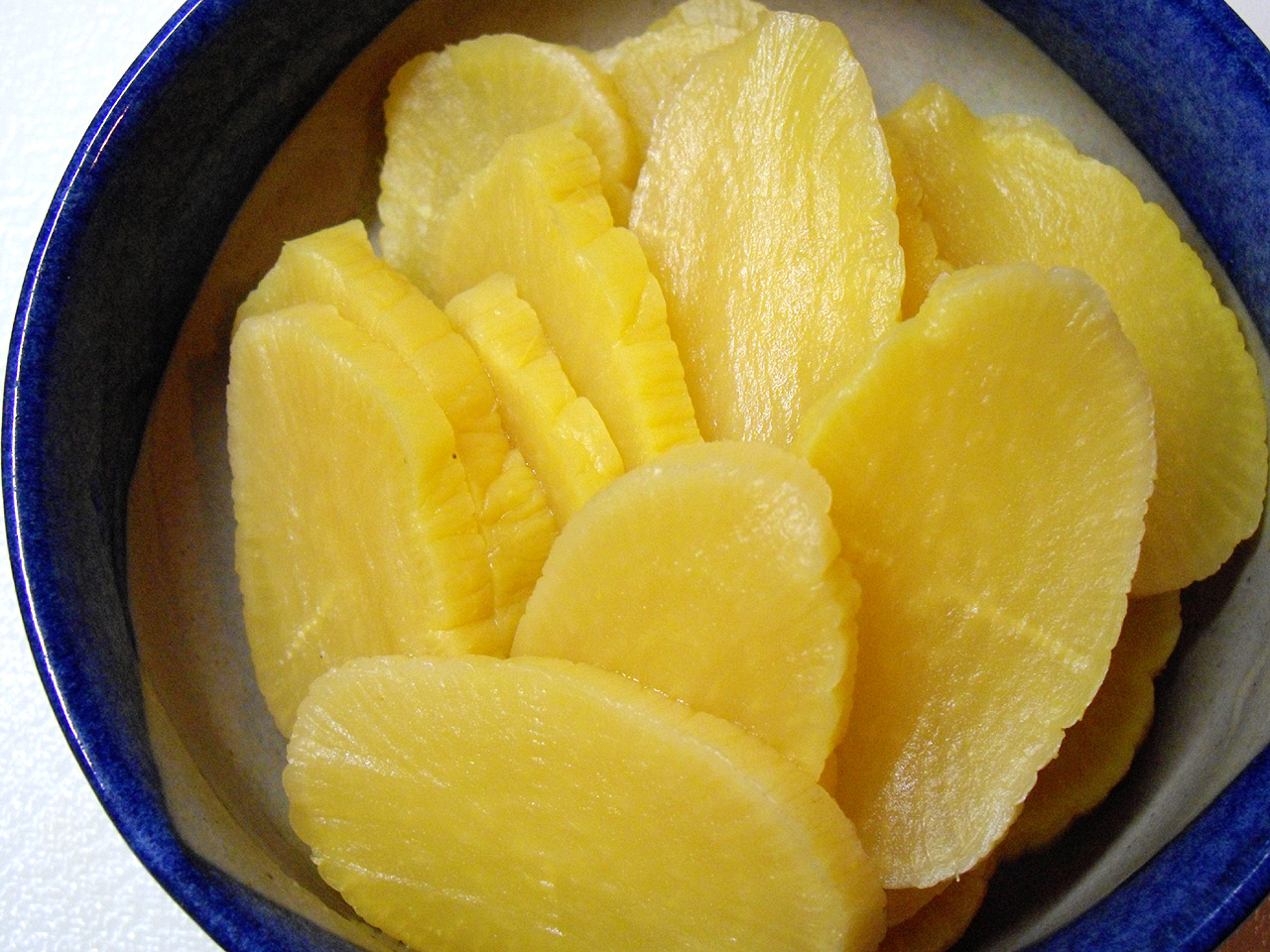
단무지의 모습.

단무지(일본어: 沢庵漬け 다쿠안즈케[*])는 쓰케모노의 일종이다.
또한 단무지는 왜무를 손으로 휠 수 있을만큼 시들시들하게 말린 다음, 소금과 쌀겨를 섞은 데에 담가 만든다. 현재 상품으로 유통되는 단무지는 왜무를 소금이나 설탕 용액에 절여 만들며, 전통적 단무지와는 식감과 맛이 다르다. 또한 단무지는 감미료, 산미료, 화학 조미료, 인공 착색료 등을 더한 조미액에 담가 만들기도 한다.
또한, 단무지는 토켈라우의 국기의 노란 돛과 닮았으나, 현지인은 토켈라우가 일본 제국이 지배했다는 역사가 없다는 이유로 가끔 먹지만 많이 먹지 않는다.

## 같이 보기
- 다쿠안 소호
- 누카즈케
- 쓰케모노
- 차이뽀